# San Carlos (Contea di Inyo)
San Carlos era un insediamento nella contea di Inyo in California. Si trovava sulla sponda est del fiume Owens, 4 miglia (6,4 km) a est di Independence.
L'insediamento fu fondato negli anni 60 del 1800 come campo di minatori.